# NGC 5152
NGC 5152 (również PGC 47187) – galaktyka spiralna z poprzeczką (SBb), znajdująca się w gwiazdozbiorze Hydry. Odkrył ją John Herschel 5 maja 1834 roku. Oddziałuje grawitacyjnie z sąsiednią galaktyką NGC 5153.